# جعفر زعفرانی
جعفر زعفرانی (متولد سال ۱۳۲۶ زاده اصفهان)، استاد و محقق دانشگاه اصفهان است، وی یکی از بنیان‌گذاران دانشگاه شیخ بهایی اصفهان و هم‌اکنون رئیس این دانشگاه می‌باشد.

## سوابق تحصیلی
کارشناسی ریاضی از دانشگاه تهران در سال ۱۳۴۸ و دکترای ریاضی (آنالیز تابعی) از دانشگاه دولتی لیژبلژیک در سال ۱۳۵۵.

## افتخارات

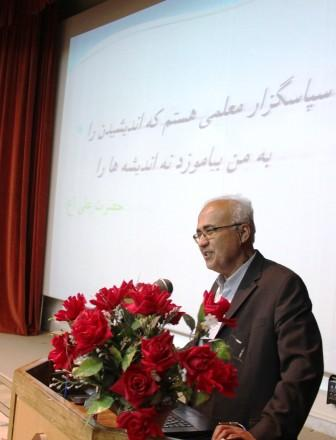
مراسم بازنشستگی دکتر زعفرانی

چهره ماندگار استان اصفهان سال ۱۳۸۶
استاد نمونه کشوری سال ۱۳۷۰
استاد نمونه دانشگاه اصفهان ۱۳۷۱
رئیس انجمن ریاضی ایران ۱۳۶۸-۱۳۷۰
برنده جایزه کتاب سال - ۱۳۶۶

## کار‌های اجرایی
رئیس انجمن ریاضی ایران
رئیس دانشکده ریاضی دانشگاه اصفهان
عضو هیأت ممیز دانشگاه اصفهان
عضو کمیته اجرایی انجمن ریاضی ایران
رئیس دانشگاه غیردولتی شیخ بهایی اصفهان

## آثار

### کتاب‌ها
ترجمه
- ب. ت سیمز، مبانی توپولوژی، دانشگاه اصفهان، ۱۳۷۶؛
- جان تورپه، مباحثی از هندسه دیفرانسیل، دانشگاه اصفهان، ۱۳۷۹؛
- ربرت جی‌بارتل، اصول آنالیز حقیقی، مرکز نشر دانشگاهی، ۱۳۷۲؛